# 臼井六郎

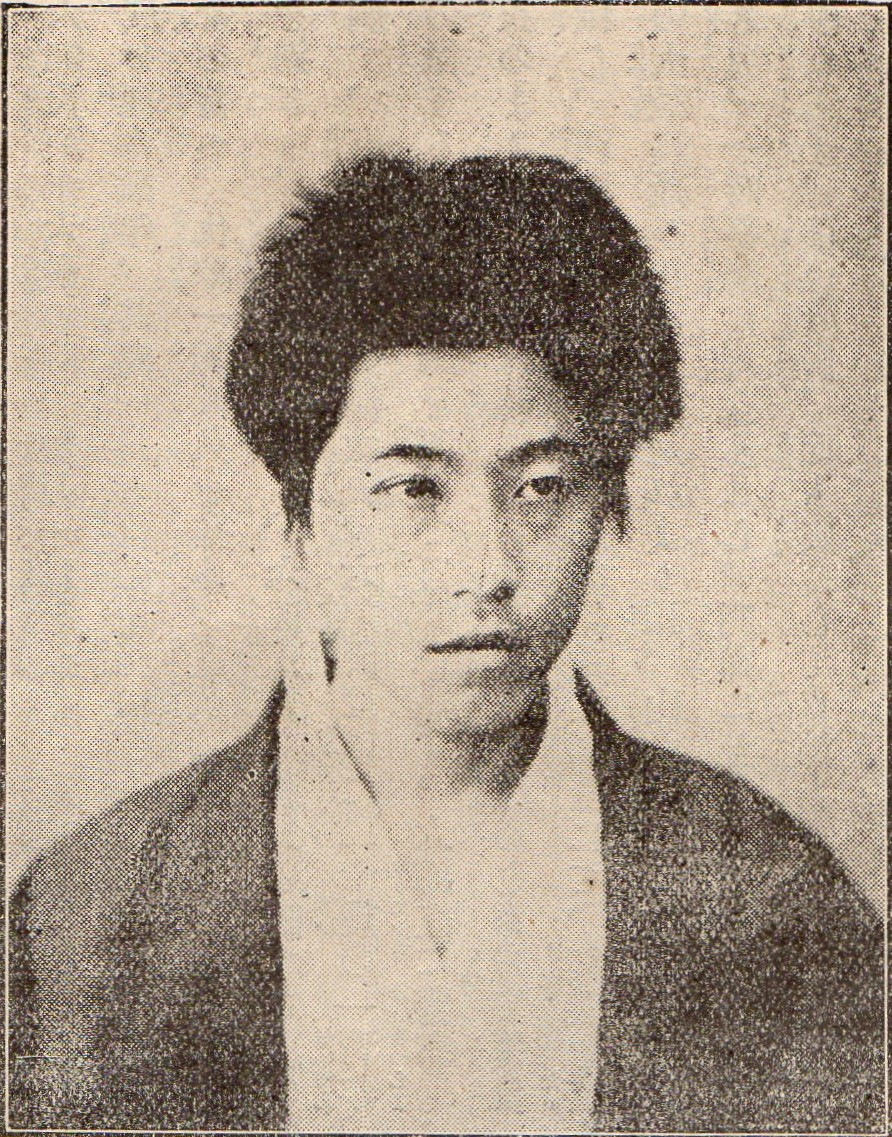
臼井六郎

臼井 六郎（うすい ろくろう、1858年（安政5年） - 1917年（大正6年）9月4日）は、江戸時代末期（幕末）から大正時代にかけての士族。秋月藩家老・臼井亘理の長男。
日本史上最後の仇討をしたことで知られる。明治に改元される幕末最後の年に、藩内の政治的対立から暗殺された両親の仇討ちを13年後に果たしたが、明治政府が発布した仇討禁止令により犯罪者となり、裁判で懲役刑を宣告された。江戸時代であれば武士の誉れと称えられたものが、時代の変化により断罪されるという、明治維新の渦に翻弄された事件として世間を大いに賑わせた。仇探し中には山岡鉄舟や勝海舟といった著名人とも交友を持った。

## 生涯

### 出自と両親の死

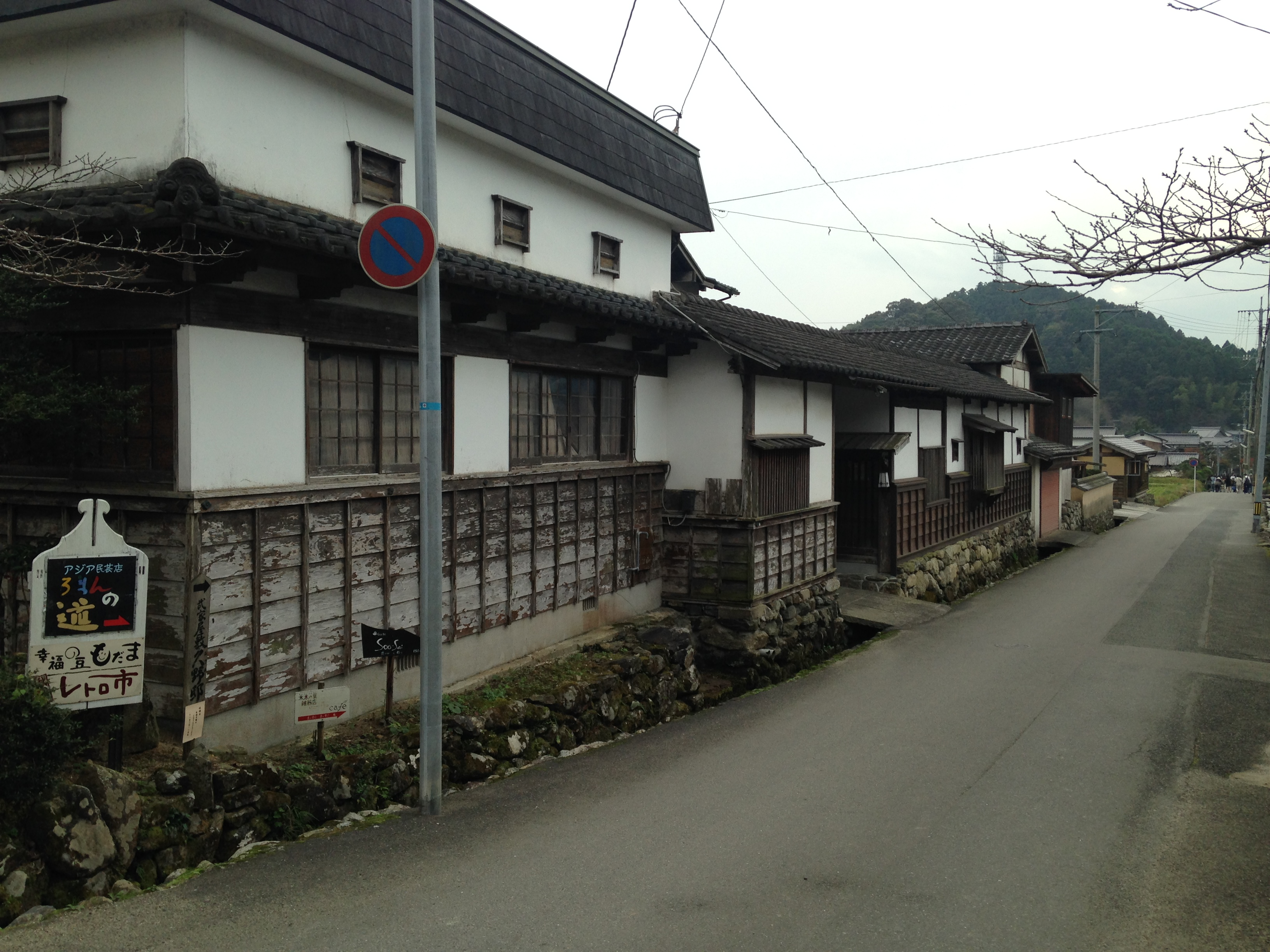
当時の雰囲気を残す秋月城下町の路地

1858年（安政5年）、秋月藩家老・臼井亘理の長男として生まれる。臼井家は黒田長政が筑前に入封して以来、黒田氏に仕えて要職を務めてきた家柄であり、幕末の動乱期においては秋月藩及び本藩の福岡藩で開明派（佐幕派）と攘夷派（勤王派）で派閥争いが起こる中で、亘理は開明派の重要人物として行動する。特に1865年に起きた乙丑の獄によって攘夷派が粛清され、一時的に開明派が盛り返していた時期に亘理が頭角を現した経緯があった。しかし、1868年1月の鳥羽・伏見の戦いでの幕府軍の敗北によって再び形勢は攘夷派に傾きつつあった。
1868年（慶應4年）5月23日の深夜、秋月藩の攘夷派である干城隊の者が臼井邸に忍び込み、就寝中の亘理と、その妻で、六郎の実母である清子を殺害した。暗殺者はそのまま亘理の首を持ち去った。別室で就寝していた11歳の六郎は、この騒動で目を覚ましたところ、両親の死を知らされた。六郎は殺害現場の両親の寝所に入ることを禁じられるが、縁側で血濡れた骨片や長い髪を見つけて死を実感し、後に寝所に入って肩から胸にかけて大きく切り裂かれた首のない父の死体や、ズダズタに切り裂かれ、髪の毛に絡んだ血肉が襖や廊下に飛び散った母の姿を見た。叔父の渡辺助太夫（亘理の長弟）や親族から、暗殺の経緯を聞くと、まだ幼い六郎は「骨髄二徹シ切歯憤怒二堪ヘズ必ズ復讐スベキ」と復讐を堅く誓った。
渡辺ら親族は翌日に藩庁に事件を届け出たが、家老・吉田悟助は自業自得と切り捨て、また持ち去られた首についても、干城隊が屯所の庭に捨て置いたものを持って帰れと言い放った。のちに首は臼井邸の庭に投げ入れられたのが見つかった。その後、7月8日に正式に藩より裁定が下されるが、干城隊は「国家のため奸邪を除く赤心より出候事」「忠誠の士」として無罪、亘理に対しては「自分の才力を自慢し、国を思う気持ちが薄いその態度が今回の災いを招いたものであり、本来なら家名断絶に等しいが、家筋に免じて減禄に処す」という理不尽なものであった。このため、親族の中には本藩の福岡藩に訴え出る者も現れたが、逆に訴えた側が罰せられ投獄されるという結果となった。この背景として、当時は藩上層部で勤王派が盛り返しており、開明派の重要人物である亘理暗殺は家老・吉田の意を受けたもので、半ば上意討ちの形を呈し、黙認されたものであった。
このように臼井家は逆に罪人扱いにされ、家名存続こそ許されたが、50石を減ぜられた。また、家督は嫡男の六郎がまだ幼かったために養子に出ていた渡辺が戻ることで相続し、この際に臼井慕と改名し、六郎を養子として扱った。

### 下手人探し
両親の復讐を誓った六郎であったが、仇の氏名は不明なままで、知るすべもなかった。ところが、同年9月頃、通っていた稽古館で山本道之助が級友3、4人を相手に、干城隊士である兄・山本克己（後の一瀬直久）が国賊・臼井亘理を殺したこと、その際に名刀の刃が欠けたことを自慢しているのを偶然聞いた。これを天啓として六郎は急ぎ養父の慕に次第を報告し、仇討ちを申し出た。しかし、慕は「復讐は大昔から国の大禁である。己で復讐をしたいのであれば、文武を学び、そのことわりを研究し、その後で己で決める事だ。軽々しく粗暴な挙動に出てはならない」と堅く戒めた。この理由として、1つに仇の山本家は丹石流剣術指南の家柄で、並の大人でも太刀打ちできる相手ではなかったことがある。また、家老の吉田ら干城隊一派が藩政の主導権を握っている現状において、軽挙な言動は慎む必要があった。
後日、両親の殺害犯として山本と萩谷伝之進の名を記した投書があり、母の仇も萩谷と判明した。再三、六郎は養父や親族に仇討ちを訴え出るが、大人達はそれを許さず、学問をして志を堅くし、その後に自分で決める事であると諭した。六郎は心苦しみながらも、非道の敵を討つ事が自分の使命だと思い定め、父母の無念を晴らすべく武術と勉学に打ち込んだ。
間もなく明治に改元され、1871年（明治4年）7月14日、廃藩置県が発布された。これに伴い、亘理暗殺事件で秋月藩の非法を宗藩に訴えて福岡に幽閉されていた藩士11名が釈放された。この中に亘理の次弟である上野月下がおり、彼は身体が癒えると、秋月を嫌い東京へ出た。翌1872年に15歳になった六郎は密かに東京の月下に父の仇を知った事を書き送った。この返事として月下は慕から聞いた話として、次の内容が記されていた。
これは山本克己の父・亀右衛門が息子への怒りを口にしていたのを御殿の門番が聞いていたというものであり、それによれば、克己が家伝の名刀を持ち出し、刃こぼれさせた理由を問いただしたところ、亘理暗殺に使った事を白状したというものであった。亀右衛門は亘理の支持者であったため、息子を手討ちにしようとしたが、この一件は家老・吉田悟助も承諾の上の事実上の上意討ちであると言われ、それもできなかったと嘆いたものであった。
同年、山本克己が東京に移住した事を六郎は知った。1876年（明治9年）5月、19歳の六郎は三奈木小学校の教師となる。一刻も早く東京へ向かいたい六郎はその3ヶ月後、親族の木付篤が上京する事を知って、養父に東京に出て新しい学問を学びたいと申し出る。同行者もいる事から東京行きを許され、8月23日、父の形見の短刀を密かに携えて木付と共に秋月を旅立った。
しかし、これに先立つ1873年（明治6年）2月に「仇討ち禁止令」が出され、私的報復は法的には犯罪となっていた。

### 東京での活動
東京に着くと木付と別れ、東京西久保明船町（現・渋谷）に住む叔父・上野月下宅に寄宿した。そして一瀬直久と改名した仇の山本克己の行方を探し、旧福岡藩士の尊王攘夷派であった早川勇の伝で、愛知裁判所の判事として名古屋の裁判所に勤務している事を知った。しかし、名古屋に向かうには養父から貰った金も乏しく、東京の叔父の暮らしも楽では無かった。そこで六郎は四谷仲町にあった山岡鉄舟の春風館道場を訪れて入門し、住み込みの書生となった。六郎は早朝より道場の拭き掃除、庭や門前の掃除などよく働き、勉学に励み剣術修業に打ち込んだことから鉄舟夫人・英子に可愛がられた。また鉄舟の友人・勝海舟邸に出入りする事もあった。
この期間中、秋月では干城隊の幹部らが首謀者となった攘夷士族による新政府への反乱（秋月の乱、1876年10月）が起き、数日後に政府軍に鎮圧された。この時、宮崎車之助ら幹部7人が自刃し、さらに12月4日には逃亡していた首謀者の今村百八郎、益田静方も捕まり、斬首刑となったことを知り、六郎は天罰が下ったと感謝した。
六郎は一瀬の行方を追うため、旧秋月藩士を訪ねては彼の情報についてさりげなく聞き出した。一瀬は上京した旧秋月藩士の中で一番の出世組で話題に上る事が多く、六郎が消息を訪ねても怪しまれる事はなかった。
また、六郎は両親の暗殺事件の原因を知りたいと慕と月下に強く懇願し、月下の手紙の返答によって、ここで藩の理不尽な裁定など詳細を知った。もっとも月下の手紙には私怨の復讐は極力避けるべきとの忠告もあったが、六郎は仇討ちの決意をより強くした。
翌1878年（明治11年）春、六郎は一瀬が転任して静岡裁判所の判事となり、山梨県にある甲府支庁に勤めている事を知る。東京から急げば甲州街道を歩いて3日の距離であったが、鉄舟の書生の身で迷惑をかけることを避けるため、口実を考え、撃剣の訓練によって胸部を痛めたため、神奈川県武州小河内村の温泉で湯治したいと申し出て許可を得た。4月初旬に東京を発って甲州に赴き、旅館の一室を借りて一瀬を探したが見つからなかった。1ヶ月後に銭湯で裁判所の所長が明日東京に向かうという噂話を聞き、これを一瀬であると推測して翌朝に裁判所の門外で待ち伏せしたが、彼は現れなかった。前日に出発したものと考え、翌日に甲府を出立して東京に向かったが道中で一瀬に会うこともなく東京にたどり着いた。その後も探索したが見つからず、銭湯の噂は誤りであったと判断し、6月には再び甲府に向かったが一瀬を見つけられなかった。ここで路銀も尽きてきたため、東京に戻らざるを得なかった。その後、生計のために11月に群馬県熊谷裁判所雇員として勤務するが、1879年（明治12年）夏、夏期休暇に入ると一瀬が上京すると考えて退職し、東京に戻って探索したが見つけることはできなかった。

### 仇討ちの実行
1880年（明治13年）、東京に出てきて4年が経ち、23歳になった六郎であったが、未だ仇の一瀬を見つけられていなかった。11月半ば、旧秋月藩士・手塚佑の家を訪ねると、一瀬が東京上等裁判所に転勤し、すでに東京に戻って本芝3丁目に住んでいる事を知った。六郎は時機到来を喜ぶと共に、もし討ち損じて自分が討たれた場合に事情を明かせないことに備えて、復讐の理由を記した書面を肌身に付けるようになった。
六郎は裁判所までの通勤道を朝夕出退時間を見計らって見回ったが一瀬と遭遇しなかった。住居を間違えている可能性を考慮して今度は裁判所の門前を朝夕に見回ったが、やはり遭遇することはなかった。しかし、12月13日に銀座鍋町を通行中、不意に一瀬の姿を見かけた。市中では手が出せないため、密かに尾行し、尾崎某と表札のある家に入ったのを見た。その帰途を狙うべく尾崎宅前を張っていたが、結局、一瀬の姿を見失い、その日は諦めた。東京にいることは確認できたため、さらに注意して裁判所の門前を見張ることにしたが、2、3日経っても現れなかった。
12月17日、六郎はいつものように裁判所の門を見張っていたが、その日も10時になっても見かけず諦めて帰宅しようとした。ここで以前一瀬が時々碁を囲みに旧秋月藩主の黒田邸を訪れる事を思い出し、何か手がかりが得られるかもしれないと考え、京橋区三十間堀3丁目10番地（現・銀座6-15、6-16あたり）の黒田邸に向かった。
黒田邸は在京の秋月人が旧藩主へのご機嫌伺いに時々訪れる場所であり、旧藩士らのための団欒場所も設けられていた。屋敷の1棟には家扶の鵠沼文見人が住み込んでいたが、彼の妻・わかは六郎の従姉妹であった。ただ、鵠沼がわかと結婚したのは亘理暗殺事件のかなり後のことであったために事件のことはよく知らなかった。六郎が鵠沼の家を訪れると文見人は留守であり、2階の団欒場所で待たせてもらうことにした。その後、帰ってきた鵠沼と気安く世間話をしていると部屋に仇の一瀬が入ってきた。
六郎は気配を悟られないよう顔を伏せ、相手に気づかない一瀬は会釈すると少し離れて座り、人を待つ様子を見せた。六郎は好機と見て懐の短刀に手を伸ばしたが、階段から足音を聞くと動きを止めた。間もなく白石真忠と原田種中2人の旧藩士が室内に入り、ここで行動に移せば2人に止められると考え、いったん諦めた。帰宅時を狙おうかと考えていたところ、一瀬が郵便を出すのを忘れていたため、階下の下男に頼んでくると言い、階段を降りていった。六郎は鵠沼に厠の場所を尋ねて、階下と聞くと「失礼」と部屋を出た。
階段を降りた辺りに一瀬の姿は見えず、六郎は階下の小部屋にある屏風の陰に身を潜めた。懐の短刀を取り出し、帯に挟んで身を整えた。そこに下男に手紙を渡して戻ってきた一瀬が現れたため、「父の仇、覚悟せよ」と声を掛けた。一瀬は顔色を変え、表に逃げようとしたが、六郎は追いかけて左手で襟元をつかみ、右手の短刀を抜いて喉元目がけて突き刺した。しかし襟元にあたって突き損ね、手早く取り直して胸部を刺さすと、一瀬が「ナァーニコシャクナ」と叫び組み付いて来た。六郎は「父の仇、思い知れ」と再び胸部を刺し、一瀬は「乱暴、乱暴」と叫び、六郎は「奸賊思い知れ」と言い、力を極めて格闘の末、六郎は一瀬を組み伏せて馬乗りになると、その喉を突き、さらに動脈を切断してとどめを刺した。
六郎は鵠沼に旧藩主邸でこのような事件を起こした事を詫びようと2階に上がったが、障子で塞がれていたので諦めて階下に降り、血に染まった羽織を脱ぎ捨て短刀を持って表に出ると、鵠沼が屋上から「六郎何をしたのか」と声をかけた。「父の仇をいま討ったのだが、尊家を汚して申し訳ない。この罪をお許しください」と言い残し、自分の異様な様に通行人を騒がせないよう、人力車を拾って京橋警察署に自首した。

### 裁判と服役
12月24日、事件が広く新聞で報道され、六郎の仇討ちは美挙と報じられた。先述の通り、かつては美挙とされた仇討ちは1873年に禁止令が出され、既に殺人罪となっていたが、一般には知られていなかった。世間はおおむね六郎に同情的であり、本が数冊出されたほか、講談や芝居にもなった。この数年相次いだ明治政府への反乱の余波で藩政時代の政治を称賛する声も高くなっており、裁判所は対応に苦慮した。
六郎は取り調べにおいて、仇討ちを禁止する法令を知っていたか問われ、その法は知らないが養父から復讐は往古より禁制であると言われており、国法を犯した事は承知していると答えている。翌1881年（明治14年）9月22日に判決が下り、終身禁獄の刑を宣告された。当時の法律では謀殺に当たるため、本来は死罪（232条）であったが、閏刑（身分刑）が適用され終身刑に減刑された。
六郎は石川島懲役場 に投獄され、その後小菅の東京集治監に移された。入獄中は、同監の河野広中、大井憲太郎らより詩文などを学んだ。規則を守ってよく働き、余暇には和歌を詠み詩を作るなど、模範囚として過ごした。鉄舟夫人・英子から度々六郎に衣服や食料の差し入れがあった。
1889年（明治22年）大日本帝国憲法発布の特赦によって罪一等を減ぜられ、禁獄10年に減刑となり、1891年（明治24年）9月22日、34歳で釈放された。出所の日、叔父の上野月下の他、鉄舟夫人の意を受けた書生が来ていた。書生は今夕、本郷根津の神泉亭で六郎の慰労会を行うので迎えに来たという。慰労会には鉄舟夫人・英子、自由民権指導者の大井憲太郎、星亨、貴族院議員原田一道、剣術家の伊庭想太郎や大学教授などそうそうたる顔ぶれで六郎を驚かせた。鉄舟は六郎の服役中に死去していた。

### 秋月での反応
六郎の仇討ち成就は叔父・上野月下から飛脚によって秋月に知らされた。80歳を越えた祖父・儀左衛門は喜びのあまり裏の竹垣を押し破って隣家の白石宅に知らせたという。その時の思いを和歌に託し、山岡鉄舟への感謝を織り込んだ。
- きょうという　今日は雲霧はれ尽し　富士の高根を見る心地なり
- 老いぬれど　もののふ目に何事ぞ　ふりみふらずみ　うち時雨つゝ
- 羽根を　空より降（くだ）し　玉ひしは　雲の上人ならざらめやは
- 山につみ　岡に手打（たおり）し　木のは衣（ぎぬ）　こは仙（そまびと）や　恵み玉ひし

祖父だけでなく、親族や臼井家に同情を寄せる人々は皆、六郎の仇討ちを喜んだ。
六郎の仇討ちの報が伝わると、秋月ではそれまでと打って変わり、一瀬や萩谷を見る目が冷たくなった。一瀬の父・亀右衛門は六郎が石川島の獄に繋がれた事を知ると、自殺した。母の仇の萩谷伝之進（萩谷静夫）は六郎が一瀬を討った事を知ると、精神に異常をきたし、「六郎が来る、六郎が来る」と叫びながら狂死した。

### 山岡鉄舟と勝海舟
山岡鉄舟は事件について、「自分は人を殺す方法を教える剣客なので六郎にも人を殺す方法を教えたが、法律を犯してまで誰かれを殺せとは教えていない」と語ったという。
勝海舟が鉄舟の元に問い合わせの手紙を送るなど、六郎を気に掛けている事を知った叔父の上野月下が、鉄舟邸にお伺いを立てたところ、鉄舟は快く迎え懇切に談話をした。海舟が六郎を大変心配して、同情を寄せている事を語り、月下に海舟からの書簡を読ませてくれた。その座で拝読し、むせび泣いた月下は、鉄舟に「恐れ入りますが、この書簡を私にいただけないでしょうか。これを秋月の臼井に贈り、家族一同に拝見させ高大なご恩に報いる記念物として永く後世に残したいと思いますが」と懇願する。鉄舟は「いやいや、そんな書面が世間に漏れては、かえって勝の迷惑になる」と断った。月下は海舟の手紙の大旨を記憶に留め、手紙に書き留めて秋月の臼井家に送った。

### 後半生

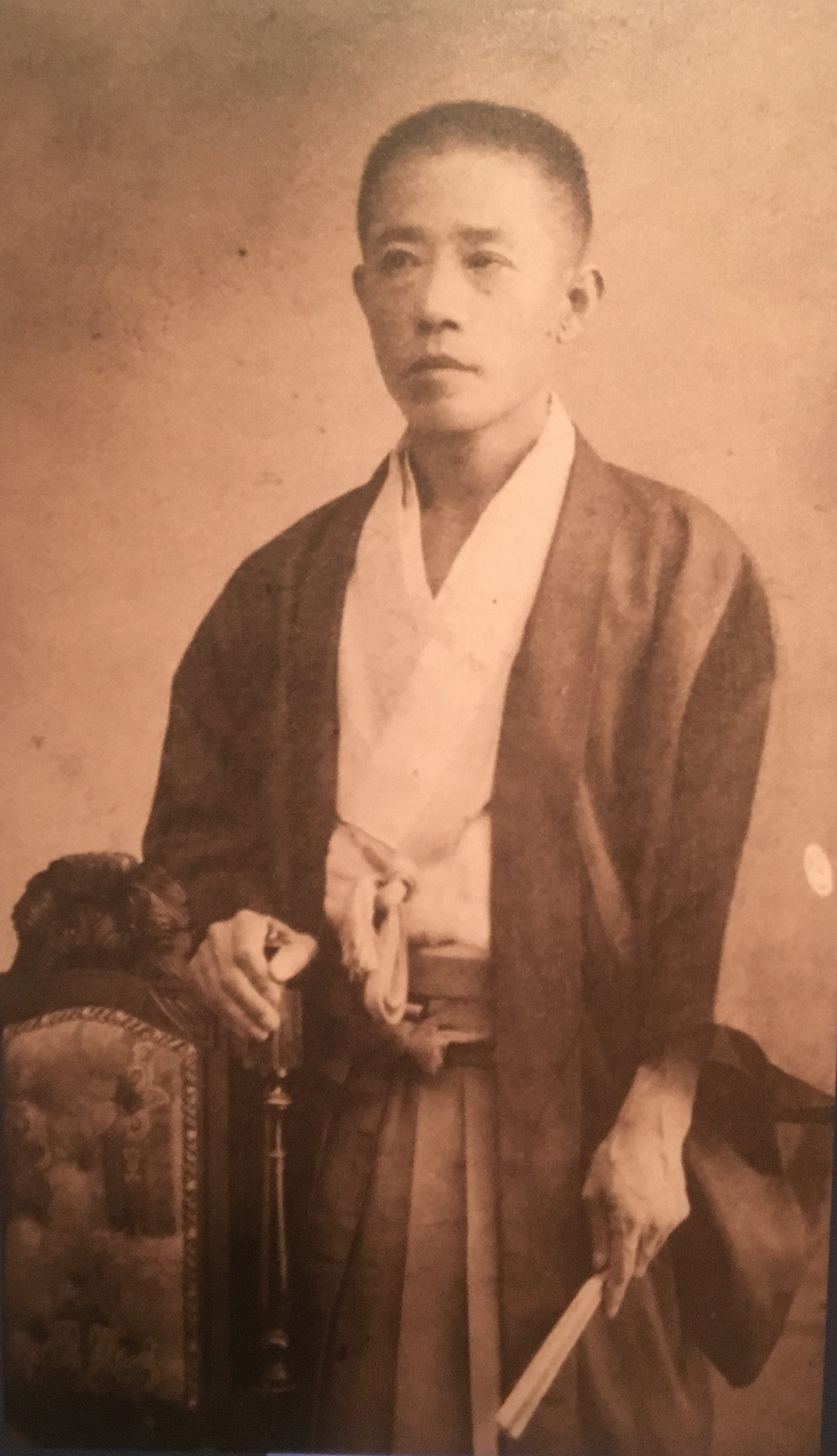
1907年、六郎50歳の頃

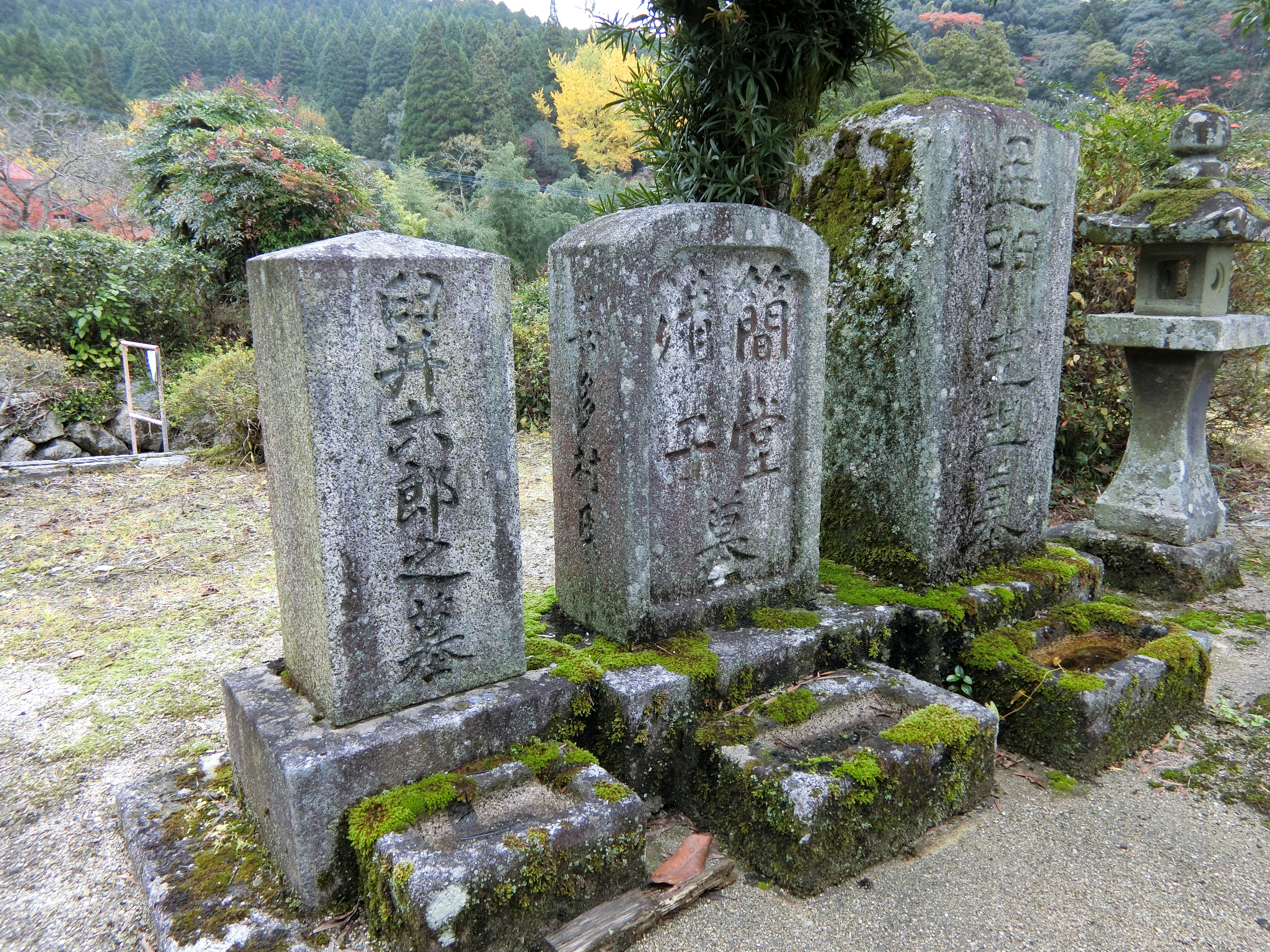
古心寺の臼井家墓所

出獄後の六郎の動静ははっきりしないが、目的を果たした虚脱感で無為に過ごす日が多くなったという。両親の弔いのために山寺を営むつもりだったが果たせなかったという話もある。しばらく東京にいたが、思うところがあって間もなく大陸に渡った。しかし病を得て内地に戻った。
1904年（明治37年）秋、妹・つゆが住む門司を訪れた。つゆは秋月藩士・小林利愛に嫁いで幸せに暮らしていた。夫の小林は運送店を経営しており、48歳の六郎は小林の世話で門司駅前で「薄雪饅頭」を営む事になる。この時、世話を受けて28歳の加藤ゐえと結婚した。2年後、鳥栖の八角（父の姉・幾子の夫）の誘いで鳥栖駅前に移り住み、待合所の経営を任された。鹿児島本線と長崎本線の結節点である鳥栖駅は大きな駅で、駅前の待合所「八角亭（やすみてい）」は繁盛した。
六郎夫婦の間に子はなかったので、叔父の上野月下の次男・正博を養子に迎えた。正博は汽車で隣町の久留米商業高校に通った。
1917年（大正6年）9月4日、病により60歳で死去。故郷秋月の古心寺で、両親の傍らに葬られる。

## 時系列的経過
主に『文明開化 4 裁判篇』（宮武外骨著）による事件報告を基に、最新参考文献 で修正。
- 慶応3年11月9日：大政奉還
- 慶応4年1月：鳥羽伏見の戦い
- 慶応4年5月23日：臼井亘理と妻・清子が干城隊に殺害される。
- 慶応4年9月8日：明治と改元。
- 明治5年：一瀬上京
- 明治6年2月7日：仇討禁止令発令（太政官布告37号[7]）
- 明治9年：六郎上京
- 明治9年10月：秋月の乱。首謀者は干城隊幹部。
- 明治11年4月：六郎、甲府裁判所勤務の一瀬を追って甲府へ。
- 明治11年6月：再び甲府へ。
- 明治11年10月：六郎、熊谷裁判所の雇員になる。
- 明治12年夏：六郎、帰京。
- 明治13年5月：一瀬、東京上等裁判所へ異動。
- 明治13年11月：六郎、一瀬が在京してるのを聞き、経緯を記した書面を用意。
- 明治13年12月13日：六郎、一瀬を鍋町で目撃。
- 明治13年12月17日：一瀬直久を殺害し、自首。
- 明治14年9月22日：終身刑を宣告され、服役。
- 明治22年2月11日：大日本帝国憲法公布、大赦令
- 明治23年11月29日：帝国憲法施行
- 明治24年9月22日：憲法発布の恩赦により釈放される。
- 明治37年秋：妹つゆの嫁ぎ先である門司へ。
- 明治38年：親戚の紹介で結婚。饅頭屋を営む。
- 明治39年：鳥栖へ移転。駅前待合所を営む。
- 大正6年9月4日：病により死去。

## 森鴎外による異聞
森鷗外は、1890年（明治23年）8月18日 - 25日に山田温泉 (長野県)に逗留した際、「みちの記」という紀行文を残しており、その中で、六郎の知り合いである同宿客から聞いた話を紹介している。話し手は、木村篤迚という新潟始審裁判所の判事で、臼井亘理襲撃にも参加し、のちに臼井六郎の供をして上京した人物という。
木村の話によると、当時秋月藩には、勤皇党と開化党があり、開化党のリーダーは二人の陽明学者で、その一人が六郎の父・臼井亘理だった。臼井家に押し込んだ際、音を聞きつけて出てきた一人をまず惨殺し、酔って寝ている亘理を殺害、亘理の妻が賊の一人にしがみついて離さなかったため、これも殺害。亘理の首は持ち帰った。
殺害後、一瀬が証拠隠滅のために刀の刃を研がせた際に、刃こぼれの跡が亘理の短刀の刃こぼれと合致し、犯人であることが露見した。木村は六郎と一緒に上京後、熊谷裁判所に勤めた。のちに六郎が訪ねてきたため、同裁判所で雇い入れた。六郎は酒色に酖って、木村にしばしば借財したが、それは木村に仇討を悟られないための芝居で、木村を訪ねたのも一瀬を追うための旅費を稼ぐためであり、密かに撃剣の稽古にも励んでいた。逮捕後は獄中でキリスト教に傾いたと聞いたが、今はすでに出所していると話した。

## 関連作品
書籍
- 『倭魂故郷廼錦 : 復讐奇談』 梅亭化作編 昔々堂, 1886年
- 『最後の仇討』　檀一雄著　同光社　1956年
- 『日本敵討ち異相』　長谷川伸著　中央公論社　1974年（「九州と東京の首」）
- 『仇討』　吉村昭著　新潮社　2001年（「最後の仇討」）
- 『蒼天見ゆ』 葉室麟著　角川書店　2015年

ドラマ
- 『遺恨あり 明治十三年 最後の仇討』2011年 - 吉村昭の「最後の仇討」を脚色したテレビドラマ